# Kadlewad(P.A), Sindgi
Kadlewad(P.A) là một làng thuộc tehsil Sindgi, huyện Bijapur, bang Karnataka, Ấn Độ.